# Kleon
Kleon (zmarł 422 p.n.e.) – ateński wódz i polityk.
Przeciwnik Peryklesa. Po jego śmierci był najbardziej wpływowym politykiem w Atenach. Członek stronnictwa radykalnego, uważany za demagoga.
Zwolennik wojny ze Spartą i twardej polityki wobec sojuszników z Ateńskiego Związku Morskiego.
W roku 425 p.n.e. wyruszył z wojskiem pod Pylos, gdzie wspomagany przez Demostenesa pokonał Spartan uważanych do tej pory za niezwyciężonych.
Zginął w bitwie pod Amfipolis (422 p.n.e.) dowodząc wojskami ateńskimi. Była to nieudana próba odzyskania północnego wybrzeża Morza Egejskiego zajętego przez spartańskiego wodza Brazydasa.